# Eutropis rugifera
Eutropis rugifera là một loài thằn lằn trong họ Scincidae. Loài này được Stoliczka mô tả khoa học đầu tiên năm 1870.